# الدلحة (الرقة)
الدلحة قرية سورية تتبع ناحية السبخة في منطقة مركز الرقة في محافظة الرقة. بلغ عدد سكانها 1544 نسمة في عام 2004 حسب إحصاء المكتب المركزي للإحصاء.